# ليفاكانت (سربند)
ليفاكانت ((الروسية: Левакант) </link> ؛ (بالطاجيكية: Левакант) </link>، كالينيناباد (Калилининобод) حتى فبراير 1996، ساربند (Сарбанд) حتى يناير 2018)، هي مدينة في جنوب غرب طاجيكستان. وهي جزء من منطقة خاتلون، وتقع شرق العاصمة الإقليمية بختار ، وحوالي 120 كيلومترًا جنوب العاصمة الوطنية دوشانبي. يقع سد جولوفنايا على نهر فاخش مباشرة إلى الشرق.
يقدر عدد سكانها بـ 17،700 للمدينة و 48،300 للمدينة مع وضواحيها (2020). ليفاكانت هي موطن لمصنع طاجيك أزوت الوحيد لتصنيع الأسمدة في طاجيكستان.